# Ígor Xafarévitx
Ígor Xafarévitx (rus: Игорь Ростиславович Шафаревич)  (Jitòmir, 3 de juny de 1923 - Moscou, 19 de febrer de 2017) va ser un matemàtic soviètic dissident.

## Vida i obra
Tot i que els seus pares vivien a Moscou, Xafarévitx va néixer a Jitòmir (avui a Ucraïna) on el seu avi matern disposava d'un ample habitatge, enlloc del pis comunal en el que vivien els seus pares a Moscou. La seva mare, graduada en filologia, havia sigut deixeble de Teòfil Richter a Jitòmir, arribant a ser una notable pianista; el fill de Richter, el gran pianista Sviatoslav Richter, va estar vivint al pis dels Xafarévitx durant les dècades de 1930 i 1940: entre els dos joves es va establir una amistat duradora. De petit va estar molt interessat en la història i en la música, però, sense deixar aquests interessos, va decidir estudiar matemàtiques a partir de 1938. Els seus professors a la Universitat Estatal de Moscou van ser Delone, Kúroix i Gelfand.
A partir de 1944 va ser professor de la universitat de Moscou, en la qual va defensar la seva tesi doctoral el 1946 i el mateix any va esdevenir investigador de l'Institut de Matemàtiques Steklov. El 1975 va ser acomiadat de la universitat per les seves activitats "antisocials", ja que era membre del Comité de Drets Humans fundat per Andrei Sàkharov i el 1974 havia estat publicat el llibre Из-под глыб (Des de sota les roques), escrit conjuntament amb Aleksandr Soljenitsin i altres dissidents del règim soviètic. El 1982 va aparèixer el seu llibre més polèmic, Русофобия (Russofòbia), en el qual exposava les seves idees ultranacionalistes, xenòfobes i antisemites. Totes aquestes obres li van garantir un lloc d'honor entre els polítics extremistes russos sorgits després de la desaparició de la Unió Soviètica el 1991.
Com matemàtic, Xafarévitx va ser un especialista en àlgebra i geometria que va publicar una cinquantena d'articles científics, entre els quals hi va haver aportacions notables a la teoria de nombres, a la teoria de Galois, a la teoria de grups i a la geometria algebraica.
Entre els anys 2012 i 2014 es van editar les seves Obres Completes en sis volums, dels quals la seva obra matemàtica només ocupa el sisé volum.